# 朱壽鋮
寧德王朱壽鋮，明朝第六代魯王——魯恭王朱頤坦的第八子。
萬曆十一年（1580年）三月十一日，为魯府寧德王朱壽鋮、泰興王朱壽鏞、德府清平王朱常濊，各鑄麒麟鈕、鍍金銀印。四月二十七日，明神宗派遣尚寶司卿韓必顯、簡討沈自邠等為正使，行人唐仲寅等為副使持節捧冊寶冠服。封魯王朱頤坦的庶出第八子朱壽鋮為寧德王。与咸陽王朱璟溭、襄陵王朱謨墡、樂平王朱謨埛、泰興王朱壽鏞、清平王朱常濊、懷安王朱載埛等同时册封。